# Campeonato Europeo de Atletismo de 1974

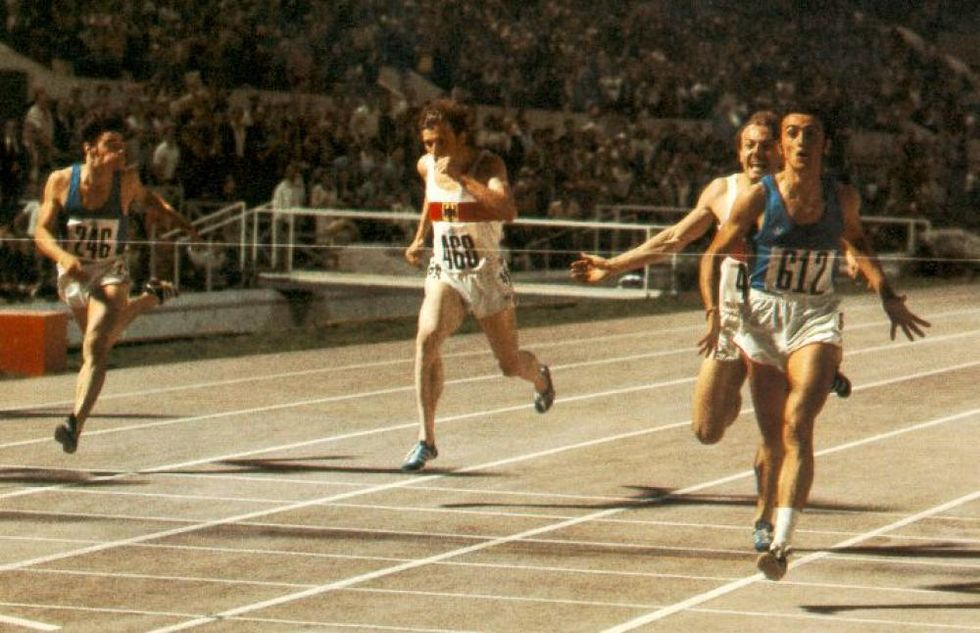
Final de una carrera durante la competición de 200m

El XI Campeonato Europeo de Atletismo se celebró en Roma (Italia) entre el 2 y el 8 de septiembre de 1974 bajo la organización de la Asociación Europea de Atletismo (EAA) y la Federación Italiana de Atletismo. 
Las competiciones se realizaron en el Estadio Olímpico de la capital italiana.

## Resultados

### Masculino
| Evento             | Oro                                                                              | Plata                                                                                   | Bronce                                                                                                 |
| ------------------ | -------------------------------------------------------------------------------- | --------------------------------------------------------------------------------------- | --- |
| 100 m              | Valeri Borzov Unión Soviética 10,27                                              | Pietro Mennea · Italia · 10,34                                                          | Klaus-Dieter Bieler Alemania Occidental 10,35                                                          |
| 200 m              | Pietro Mennea · Italia · 20,60                                                   | Manfred Ommer Alemania Occidental 20,76                                                 | Hans-Jürgen Bombach República Democrática Alemana 20,83                                                |
| 400 m              | Karl Honz Alemania Occidental 45,04                                              | David Jenkins Reino Unido 45,67                                                         | Bernd Herrmann Alemania Occidental 45,78                                                               |
| 800 m              | Luciano Susanj Yugoslavia 1:44,1                                                 | Steve Ovett Reino Unido 1:45,8                                                          | Markku Taskinen · Finlandia · 1:45,9                                                                   |
| 1.500 m            | Klaus-Peter Justus República Democrática Alemana 3:40,6                          | Tom B. Hansen Dinamarca 3:40,8                                                          | Thomas Wessinghage Alemania Occidental 3:41,1                                                          |
| 5.000 m            | Brendan Foster Reino Unido 13:17,2                                               | Manfred Kuschmann República Democrática Alemana 13:24,0                                 | Lasse Viren · Finlandia · 13:24,6                                                                      |
| 10.000 m           | Manfred Kuschmann República Democrática Alemana 28:25,8                          | Anthony Simmons Reino Unido 28:25,8                                                     | Giuseppe Cindolo · Italia · 28:27,2                                                                    |
| 110 m vallas       | Guy Drut Francia 13,40                                                           | Mirosław Wodzyński · Polonia · 13,67                                                    | Leszek Wodzyński · Polonia · 13,71                                                                     |
| 400 m vallas       | Alan Pascoe Reino Unido 48,82                                                    | Jean-Claude Nallet Francia 48,94                                                        | Evgeni Gavrilienko Unión Soviética 49,32                                                               |
| 3.000 m obstáculos | Bronisław Malinowski · Polonia · 8:15,0                                          | Anders Gärderud · Suecia · 8:15,4                                                       | Michael Karst Alemania Occidental 8:18,0                                                               |
| 20 km marcha       | Vladimir Golubnichi Unión Soviética 1:29:30                                      | Bernhard Kannenberg Alemania Occidental 1:29:38                                         | Roger Mills Reino Unido 1:32:33                                                                        |
| 50 km marcha       | Christoph Höhne República Democrática Alemana 3:59:05                            | Otto Barch Unión Soviética 4:02:38                                                      | Peter Selzer República Democrática Alemana 4:04:28                                                     |
| Maratón            | Ian Thompson Reino Unido 2:13:18                                                 | Eckhard Lesse República Democrática Alemana 2:14:57                                     | Gaston Roelants · Bélgica · 2:16:29                                                                    |
| Salto de altura    | Jesper Tørring Dinamarca 2,25 m                                                  | Kestutis Sapka Unión Soviética 2,25 m                                                   | Vladimir Maly Checoslovaquia 2,19 m                                                                    |
| Salto con pértiga  | Vladimir Kishkun Unión Soviética 5,35                                            | Władysław Kozakiewicz · Polonia · 5,35                                                  | Yuri Isakov Unión Soviética 5,30                                                                       |
| Salto de longitud  | Valeri Podluzhni Unión Soviética 8,12                                            | Nenad Stekić Yugoslavia 8,05                                                            | Evgeni Shubin Unión Soviética 7,98                                                                     |
| Salto triple       | Viktor Saneyev Unión Soviética 17,23                                             | Carol Corbu · Rumania · 16,68                                                           | Andrzej Sontag · Polonia · 16,61                                                                       |
| Peso               | Hartmut Briesenick República Democrática Alemana 20,50                           | Ralf Reichenbach Alemania Occidental 20,38                                              | Geoffrey Capes Reino Unido 20,21                                                                       |
| Disco              | Pentti Kahma · Finlandia · 63,62                                                 | Ludvík Daněk Checoslovaquia 62,76                                                       | Rickard Bruch · Suecia · 62,00                                                                         |
| Martillo           | Alexei Spiridonov Unión Soviética 74,20                                          | Jochen Sachse República Democrática Alemana 74,00                                       | Reinhard Theimer República Democrática Alemana 71,62                                                   |
| Jabalina           | Hannu Siitonen · Finlandia · 89,58                                               | Wolfgang Hanisch República Democrática Alemana 85,46                                    | Terje Thorslund · Noruega · 83,68                                                                      |
| 4 x 100 m          | Francia 38,69 Lucien Sainte-Rose Joseph Arame Bruno Cherrier Dominique Chauvelot | Italia · 38,88 · Vincenzo Guerini · Norberto Oliosi · Luigi Benedetti · Pietro Mennea   | República Democrática Alemana 38,99 Manfred Kokot Michael Droese Hans-Jürgen Bombach Siegfried Schenke |
| 4 x 400 m          | Reino Unido 3:03,3 Glen Cohen William Hartley Alan Pascoe David Jenkins          | Alemania Occidental 3:03,5 Hermann Köhler Horst-Rüdiger Schlöske Karl Honz Rolf Ziegler | Francia 3:04,6 Stig Lönnqvist Ossi Karttunen Markku Taskinen Markku Kukkoaho                           |
| Decatlón           | Ryszard Skowronek · Polonia · 8.207 pts.                                         | Yves Le Roy Francia 8.146 pts.                                                          | Guido Kratschmer Alemania Occidental 8.132 pts.                                                        |

### Femenino
| Evento            | Oro                                                                                               | Plata                                                                                         | Bronce                                                                                      |
| ----------------- | ------------------------------------------------------------------------------------------------- | --------------------------------------------------------------------------------------------- | ------------------------------------------------------------------------------------------- |
| 100 m             | Irena Szewińska · Polonia · 11,13                                                                 | Renate Stecher República Democrática Alemana 11,23                                            | Andrea Lynch Reino Unido 11,28                                                              |
| 200 m             | Irena Szewińska · Polonia · 22,51                                                                 | Renate Stecher República Democrática Alemana 22,68                                            | Mona-Lisa Pursiainen · Finlandia · 23,17                                                    |
| 400 m             | Riitta Salin · Finlandia · 50,14                                                                  | Ellen Streidt República Democrática Alemana 50,69                                             | Rita Wilden Alemania Occidental 50,88                                                       |
| 800 m             | Liliana Tomova Bulgaria 1:58,1                                                                    | Gunhild Hoffmeister República Democrática Alemana 1:58,8                                      | Mariana Suman · Rumania · 1:59,8                                                            |
| 1.500 m           | Gunhild Hoffmeister República Democrática Alemana 3:02,3                                          | Liliana Tomova Bulgaria 4:05,0                                                                | Grete Andersen · Noruega · 4:05,2                                                           |
| 3.000 m           | Nina Holmen · Finlandia · 8:55,2                                                                  | Liudmila Bragina Unión Soviética 8:56,2                                                       | Joyce Smith Reino Unido 8:57,4                                                              |
| 100 m vallas      | Annelie Ehrhardt República Democrática Alemana 12,66                                              | Annerose Fiedler República Democrática Alemana 12,89                                          | Teresa Nowak · Polonia · 12,91                                                              |
| Salto de altura   | Rosemarie Witschas República Democrática Alemana 1,95 m                                           | Milada Karbanová Checoslovaquia 1,91 m                                                        | Sara Simeoni · Italia · 1,89 m                                                              |
| Salto de longitud | Ilona Bruzsenyák · Hungría · 6,65                                                                 | Eva Šuranová Checoslovaquia 6,60                                                              | Pirkko Helenius · Finlandia · 6,59                                                          |
| Peso              | Nadezhda Chizhova Unión Soviética 20,78                                                           | Marianne Adam República Democrática Alemana 20,43                                             | Helena Fibingerová Checoslovaquia 20,73                                                     |
| Disco             | Faina Melnik Unión Soviética 69,00                                                                | Argentina Menis · Rumania · 64,62                                                             | Gabriele Hinzmann República Democrática Alemana 62,50                                       |
| Jabalina          | Ruth Fuchs República Democrática Alemana 67,22                                                    | Jacqueline Todten República Democrática Alemana 62,10                                         | Nataša Urbančič Yugoslavia 61,66                                                            |
| 4 x 100 m         | República Democrática Alemana 42,51 Doris Maletzki Renate Stecher Christina Heinich Bärbel Wöckel | Alemania Occidental 42,75 Elfgard Schittenhelm Annegret Kroniger Annegret Richter Inge Helten | Polonia · 43,48 · Ewa Długołęcka · Danuta Jedrejek · Barbara Bakulin · Irena Szewińska      |
| 4 x 400 m         | República Democrática Alemana 3:25,2 Brigitte Rohde Waltraud Dietsch Angelika Handt Ellen Streidt | Finlandia · 3:25,7 · Marika Eklund · Mona-Lisa Pursiainen · Pirjo Wilmi · Riitta Salin        | Unión Soviética 3:26,1 Inta Kļimoviča Ingrīda Barkāne Nadezhda Kolesnikova Natalya Sokolova |
| Pentatlón         | Nadezhda Tkachenko Unión Soviética 4.776 pts.                                                     | Burglinde Pollak República Democrática Alemana 4.676 pts.                                     | Zoya Spasovkhodskaya Unión Soviética 4.550 pts.                                             |

## Medallero
| Núm. | País           | Oro | Plata | Bronce | Total |
| ---- | -------------- | --- | ----- | ------ | ----- |
| 1    | RDA            | 10  | 12    | 5      | 27    |
| 2    | URSS           | 9   | 3     | 5      | 17    |
| 3    | Reino Unido    | 4   | 3     | 4      | 11    |
| 4    | Polonia        | 4   | 2     | 4      | 10    |
| 5    | Finlandia      | 4   | 1     | 4      | 9     |
| 6    | Francia        | 2   | 2     | 1      | 5     |
| 7    | RFA            | 1   | 5     | 6      | 12    |
| 8    | Italia         | 1   | 2     | 2      | 5     |
| 9    | Yugoslavia     | 1   | 1     | 1      | 3     |
| 10   | Bulgaria       | 1   | 1     | 0      | 2     |
| 10   | Dinamarca      | 1   | 1     | 0      | 2     |
| 12   | Hungría        | 1   | 0     | 0      | 1     |
| 13   | Checoslovaquia | 0   | 3     | 2      | 5     |
| 14   | Rumania        | 0   | 2     | 1      | 3     |
| 15   | Suecia         | 0   | 1     | 1      | 2     |
| 16   | Noruega        | 0   | 0     | 2      | 2     |
| 17   | Bélgica        | 0   | 0     | 1      | 1     |
|      | TOTAL          | 39  | 39    | 39     | 117   |